# Moundang (langue)
Cet article concerne la langue moundang. Pour le peuple moundang, voir Moundang (peuple).
Le moundang est une langue de l'Adamoua du groupe Mboum parlée au Tchad dans la province du Mayo-Kebbi Ouest et au Cameroun dans la région de l'Extrême-Nord, l'arrondissement de Kaélé, près de la frontière tchadienne, au nord et à l'ouest de Kaélé. Le Moundang est également parlé dans la région du Nord, le département de la Bénoué, arrondissement de Bibémi près de la frontière avec le Tchad; plus précisément dans les villages Djaloumi, Padermé, Vounré, Tihélé, Madjoldé, Bikalé, Bideu, Makeuré, Mafalé, Matsiri, Moundangré, Mayo-Loppé, Bijomé, Madjaola, Gonzouné, etc; -, .

## Dialectes
La langue moundang a trois dialectes :
- le moundang de Kaélé et ses environs (Lara, Going, Garey, etc. (Cameroun) et Pouguéré Palagaita, Bafou et Sokoye (Tchad)). ;
- le moundang de Léré et ses environs (canton Léré, canton Guegou, canton Lagon, canton Guelo, canton Bissi-Mafou et canton Doué/Pala);
- le moundang de Torrock et ses environs (canton Torrock, canton Going et canton Goye-goudoum).
Il convient aussi de souligner que le moundang parlé dans l'arrondissement de Bibemi (Département de la Bénoué, Région du Nord-Cameroun ), plus précisément dans les villages Djaloumi, Padermé, Vounré, Tihélé, Madjoldé, Bikalé, Bideu, Makeuré (Hamaladé), Mafalé, Matsiri, Moundangré, Mayo-Loppé, Bijomé, Madjaola, Arabo (Tchonnassané) est celui parlé à Léré et ses environs.
Ces différents dialectes se distinguent simplement par l'accent et certains mots.
Le peuple Moundang est resté soudé malgré tout.

## Écriture
| Majuscules | A | B | Ɓ | C | D | Ɗ | E | Ə | F | G | H | I | J | K | L | M | N | Ŋ | O | P | R | S | T | U | V | W | Y | Z |
| Minuscules | a | b | ɓ | c | d | ɗ | e | ə | f | g | h | i | j | k | l | m | n | ŋ | o | p | r | s | t | u | v | w | y | z |

Dans la bible traduite en moundang, la nasalisation est indiquée à l’aide du tilde sur la voyelle : ‹ ã, ẽ, ə̃, ĩ, õ ›.

### Usages
Compter en Moundang
MUNDAŊ                          
| MUNDAŊ                                |       | FRANÇAIS             |
| ------------------------------------- | ----- | -------------------- |
| Cok kolle                             | 0     | Zéro                 |
| Vaŋno                                 | 1     | Un                   |
| Gwa                                   | 2     | Deux                 |
| Sai                                   | 3     | Trois                |
| Nai                                   | 4     | Quatre               |
| Dappe                                 | 5     | Cinq                 |
| Yea                                   | 6     | Six                  |
| Rəŋ                                   | 7     | Sept                 |
| Namma                                 | 8     | Huit                 |
| Doraŋ                                 | 9     | Neuf                 |
| Jemma                                 | 10    | Dix                  |
| Jemma tətəl sai                       | 13    | Treize,              |
| Jemma gwa                             | 20    | Vingt,               |
| Jemma nai                             | 40    | Quarante             |
| Jemma yea tətəl rəŋ                   | 67    | Soixante sept        |
| Temere                                | 100   | Cent                 |
| Temere doraŋ ne jemma gwa tətəl namma | 928   | Neuf cent vingt huit |
| Ujenere                               | 1 000 | Mille                |
| Ujenere dappe                         | 5 000 | Cinq mille           |

Calcul en Moundang
ɓeɓɓe=malheur 
Masəŋ= Dieu
ṽəŋ =tanir(peau)
mo ẽe me pəsãhe=regarde moi bien
 mo 'yah me no ne?= m'aimes-tu?
A dii mo də̯ne?=Comment s'appelle tu ? a dii me ne Lwaapelba Paɗeere=Je m'appelle Lwaapelba Padeere
Yaŋ̩ ɓo kene?=Ou habite tu? yaŋ ɓe gəəgoo tə sər ləəre
Yaŋ̩li= grande contrée
Yaŋ̩laŋ̩ne=petite contrée
zah Mundaŋ̩=langue Moundang
Azu ye faa zah Mundaŋ̩ ne? Mundaŋ̩ yee faa zah ahe
Məlaŋ̩ woi mo gee me ne bii sa= jeune fille, daigne m'apporter de l'eau

## Grammaire
- Ame = Moi, me = je
- Amo = Toi, mo = tu
- Ako = Lui, ko = il
- Ana = Nous inclus l'interlocuteur,l'interlocutrice ou les interlocuteurs
- Aru = Nous, Nous exclu l'interlocuteur,l'interlocutrice ou les interlocuteurs
- Awe = Vous
- Ara = ils.

La langue moundang comme toutes les autres langues vernaculaires est très peu explorée pour en saisir tous les contours. Un livre de grammaire est publié depuis 1965.

## Lexique

### Exemples
- Bamme = la pluie
- Bii = Eau
- Comme = Soleil
- Deworré = Homme
- Dəlani = Oncle
- Dəli = Grand-père
- Fing = Lune, fête
- khoro= l'âne
- Madəwinni = Femme
- Masəŋ = Dieu
- Mawinni = épouse
- Məlani = Tante
- Məli = Grand-mère
- welle = enfant
- Sərri = Terre, Monde
- Səŋ =  Le Ciel
- Soo = le Serpent
- Soko = merci
- Soulaye =l'argent
- Sungku = l'argent
- Təbana = Jeune homme
- weere= enfants
- Wii = Feu
- Woi = Jeune fille
- woore = mari

## Sociolinguistique

### Situation au Tchad
Le moundang, comme toutes les autres langues nationales du Tchad, ne bénéficie d'aucun statut officiel.
L'article 9 de la Constitution dit : Les langues officielles sont le français et l'arabe. La loi fixe les conditions de promotion et de développement des langues nationales.
Les moundang du Tchad et du Cameroun ont créé une association pour la promotion de la langue moundang avec siège à Léré au Tchad. Plus de 100 livres à caractère évangélique, traduits ou non d'autres langues sont publiés en moundang. Un dictionnaire en langue moundang en préparation depuis 1955 est publié en 2018. Certains auteurs moundang tendent vers des ouvrages à caractères profanes (contes, histoires, etc.)